# 临汾地区
临汾地区，山西省已撤销的地区。
1970年晋南专区改地区，晋南地区又按原建制划分为临汾、运城两地区。1971年，石楼县划归吕梁地区。1978年设临汾地区行政公署，辖临汾、侯马2市和16县。1983年临汾县和临汾市合并为临汾市。2000年11月1日撤地设市，成立地级临汾市。